# Mansouri Ben Ali
Mansouri Ben Ali, né le 3 mai 1944 dans la province de Nador, dans la ville de Al Aroui est un homme politique marocain.

## Biographie

### Études
Après des études secondaires à Melilia et Tétouan, il étudie à l’École supérieure de commerce et de gestion des entreprises de Nantes (aujourd'hui Audencia), de 1963 à 1966.
Après l’obtention de son diplôme de l’ESCG Nantes et de la Chambre de commerce espagnole de Paris, il effectue un stage de formation au sein du CIC à Paris.

### Carrière
Fin 1967, il retourne au Maroc pour devenir cadre au sein de l’Office chérifien des phosphates (OCP).
Après l’OCP, il remplit tout d’abord les fonctions de chargé de mission au ministère d’État chargé de la Promotion nationale et de l’Artisanat, pour ensuite faire un bref passage au ministère du Tourisme.
Il est ensuite nommé directeur du PMU[Quoi ?] au ministère de l’Agriculture.
De 1973 à 1977, il est chef de cabinet et directeur du service civil au ministère d’État chargé de la Coopération et de la Formation des cadres.
En 1977, il est élu conseiller municipal, puis président du conseil provincial de la province de Nador et enfin député à la Chambre des représentants. Il gardera ces mandats durant quinze années. La même année, il rejoint le quinzième gouvernement du royaume du Maroc (10 octobre 1977 – 27 mars 1979) : il est nommé ministre du Tourisme par le roi Hassan II.
Il est ensuite ministre des Affaires administratives et ministre des Transports dans quatre gouvernements successifs, jusqu’en 1985.
De 1985 à 1999, il est membre (avec rang de ministre) du cabinet de Hassan II.
Depuis 1999, il est membre (avec rang de ministre) du cabinet de Mohamed VI.

### Décorations
En 1985, il est fait officier de l'ordre du Ouissam al-Arch par le roi Hassan II ; en 2009, il est élevé au rang de commandeur par le roi Mohamed VI.
Il a aussi reçu plusieurs décorations de pays amis du Maroc[précision nécessaire].

### Association socio-culturelle du bassin méditerranéen
Mansouri Ben Ali est le président fondateur de l'Association socio-culturelle du Bassin Méditerranéen. Cette dernière a été créée le 3 avril 1978 et reconnue d'utilité publique le 30 mars 1988.
Évoquant cette association, le journaliste Bachir Thiam affirme que « la généralisation de ses activités, l’organisation de ses structures autour des Provinces du Nord du Royaume, sa persévérance lui a valu d’être considérée comme modèle et source d’inspiration à beaucoup d’associations qui se créeront après les années 80 ».

## Ouvrage
- Mansouri Ben Ali, Sebta et Melilia : Les Dernières Enclaves Coloniales du Monde, éditions Bouregreg, 2008.